# Madracis decactis
Madracis decactis là một loài san hô trong họ Astrocoeniidae. Loài này được Lyman mô tả khoa học năm 1859.